# Грумбрідж 34
Грумбрідж 34 — подвійна зоряна система в північній частині сузір’ї Андромеди. Була позначена під номером 34 у «Каталозі циркумполярних зірок», опублікованому посмертно в 1838 році британським астрономом Стівеном Грумбріджем. Згідно з вимірюваннями паралакса, зробленими космічним кораблем Gaia, система розташована приблизно в 11,6 світлових років (3,6 парсека) від Сонця. Це позиціонує пару серед найближчих до Сонячної системи зірок.
Обидва компоненти є маленькими тьмяними червоними карликами, які занадто тьмяні, щоб їх можна було побачити неозброєним оком. Вони обертаються навколо свого спільного барицентру по досить ексцентричній орбіті з відстанню близько 93 астрономічних одиниць і періодом близько 1230 років. Обидві зірки демонструють випадкову зміну світності через спалахи, і вони отримали позначення змінних зірок: яскравіший член Грумбрідж 34 A позначено GX And, тоді як менший компонент позначено GQ And.